# Шкурин, Михаил Михайлович
Михаил Михайлович Шкурин (4 ноября 1903, с. Ильинское, Московская губерния, Российская империя — 27 февраля 1966, Рязань, РСФСР, СССР) — советский военачальник, генерал-майор (13.09.1944). Представлялся к званию Герой Советского Союза (1944).

## Биография
Родился 4 ноября 1903 года в селе Ильинском Ярополецкой волости Волоколамского уезда Московской губернии, ныне — Волоколамского городского округа Московской области. Русский. 
Родители: отец - Шкурин Михаил Сергеевич (30.12.1879 г.р.), мать - Шкурина Александра Ивановна.

### Военная служба

#### Межвоенные годы
В августе 1925 года добровольно поступил в Московскую пехотную школу им. М. Ю. Ашенбреннера. По её окончании в октябре 1928 года назначен командиром взвода в 60-й стрелковый полк 20-й стрелковой дивизии ЛВО. В этом полку проходил службу в должностях командира взвода, взвода полковой школы, командира и политрука роты, начальника штаба и командира батальона. Член ВКП(б) с 1926 года В сентябре 1936 года полк вошел в состав 67-й стрелковой дивизии 2-го стрелкового корпуса и переименован в 281-й стрелковый. В ноябре 1937 года он был передислоцирован в года Себеж и находился в составе БВО, а с 1938 года — Калинского ВО. В сентябре 1939 года капитан назначен начальником штаба полка. В ноябре полк в составе дивизии и корпуса был передислоцирован в город Либава, где находился в составе ограниченного (15 — тысячного) контингента войск Красной армии в Прибалтике (с июня 1940 г. — ПрибОВО). С мая 1940 года майор Шкурин и. д. помощника командира полка по строевой части. В июне 1941 года дивизия вошла в состав 27-й армии и имела задачу по обороне побережья Балтийского моря.

#### Великая Отечественная война
22 июня 1941 года майор Шкурин во главе отряда дивизии (усиленный батальон) вступил в бой с передовыми частями немецких войск на реке Барта, прикрывая развертывание дивизии у Либавы. После тяжелого трехсуточного боя отряд был обойден противником и оказался в окружении. С остатками отряда отходил в направлении Риги, Даугавпилса, Освея и далее на восток. Лишь 15 сентября 1941 года с группой 18 человек с оружием и документами ему удалось выйти к частям 22-й армии в районе ст. Пено Калининской области. После проверки штабом армии он был назначен в 179-ю стрелковую дивизию на должность командира 259-го стрелкового полка. В составе этой дивизии 22-й армии Калининского фронта участвовал с ним в оборонительных и наступательных боях под Москвой. В январе 1942 года в ходе наступления на ржевско-вяземском направлении полк принимал участие в освобождении города Селижарово, ст. Нелидово и вышел в район города Белый, однако овладеть городом не удалось. В феврале в боях за город Белый он овладел сильным опорным пунктом Поповка, уничтожив более батальона противника. За умелое командование полком в боях по овладению нас. пунктом Поповка и проявленный героизм Шкурин награждён орденом Красного Знамени. В мае 1942 года дивизия вошла в подчинение сформированной на Калининском фронте 41-й армии и в её составе вела оборонительные бои юго-западнее г. Белый. Приказом по войскам фронта от 6 октября 1942 года подполковник Шкурин был назначен заместителем командира этой же 179-й стрелковой дивизии.
С 21 декабря 1942 года полковник Шкурин допущен к и. д. командира дивизии (утвержден приказом НКО от 17.05.1943) и командовал ею до конца войны. Дивизия входила в состав 41-й, а с ноября 1942 года — 43-й армий Калининского (с 20 октября 1943 года — 1-го Прибалтийского) фронта и участвовала в оборонительных боях в районе города Демидов, в Духовщино-Демидовской наступательной операции и освобождении г. Демидов. За что Шкурин был награждён орденом Красного Знамени. Летом 1944 года части дивизии в составе войск 1-го Прибалтийского фронта принимали участие в освобождении Белоруссии, Витебско-Оршанской наступательной операции. За успешное выполнение заданий командования в этой операции дивизия получила наименование «Витебская», 13 её воинов были удостоены звания Героя Советского Союза, к присвоению звания Героя Советского Союза был представлен и сам комдив Шкурин и в мае 1945 г. — за действия по разгрому данцигской группировки противника , но награда для него была понижена до ордена Суворова 2-й степени. Осенью дивизия в составе 1-го, затем 92-го стрелковых корпусов 43-й армии успешно действовала в Рижской и Шяуляйской наступательных операциях. Её части прорвали оборону противника у города Бауска, затем наступали на рижском направлении и юго-западнее города Шяуляй. С выходом к Балтийскому морю южнее Кретинга они участвовали в блокировании либавской группировки противника. С ноября 1944 года дивизия находилась в обороне севернее и северо-восточнее Мемеля, в марте 1945 года участвовала в боях за овладение этой крепостью. За успешное выполнение заданий командования при овладении Мемелем она была награждена орденом Красного Знамени и её полкам было присвоено наименование «Клайпедских», а лично Шкурин награждён орденом Отечественной войны 1-й степени.
За время боевых действий комдив Шкурин был три раза персонально упомянут в благодарственных в приказах Верховного Главнокомандующего.

#### Послевоенное время
После войны генерал-майор Шкурин продолжал командовать этой дивизией в ПриВО. С 15 марта 1946 года по 19 апреля 1947 года учился на ВАК при Высшей военной академии им. К. Е. Ворошилова, затем был назначен командиром 367-й стрелковой Краснознаменной дивизии Беломорского ВО в городе Петрозаводск. С июля 1951 года и. д. начальника Петрозаводского пехотного училища Северного ВО, с декабря 1954 года был начальником военной кафедры Рязанского сельскохозяйственного института. В марте 1960 года генерал-майор Шкурин уволен в запас.
Умер 27 февраля 1966 года, похоронен в Рязани на Скорбященском кладбище.

## Награды
- орден Ленина (15.11.1950)[13][14]
- четыре ордена Красного Знамени (16.09.1942[15], 19.09.1943[16], 06.11.1945[17][14], 30.12.1956[14])
- орден Суворова II степени (19.09.1944) изначально был представлен к присвоению звания Герой Советского Союза[18]
- орден Отечественной войны I степени (06.06.1945)[19]
- орден Красной Звезды (03.11.1944)[20][14]
  - медали в том числе:
  - «За победу над Германией в Великой Отечественной войне 1941—1945 гг.» (1945)

Приказы (благодарности) Верховного Главнокомандующего в которых отмечен М. М. Шкурин.
- За прорыв сильной, глубоко эшелонированной обороны Витебского укрепленного района немцев, северо-западнее города Витебск, на участке протяжением 35 километров, и продвижение в глубину за два дня наступательных боев от 20 до 40 километров, расширение прорыва до 80 километров по фронту, и выход к реке Западная Двина на участке 35 километров. 24 июня 1944 года. № 115.
- За прорыв глубоко эшелонированной обороны противника юго-восточнее города Рига, овладении важными опорными пунктами обороны немцев — Бауска, Иецава, Вецмуйжа и на реке Западная Двина — Яунелгава и Текава, а также занятии более 2000 других населённых пунктов. 19 сентября 1944 года. № 189.
- За овладение литовским городом Клайпеда (Мемель) — важным портом и сильным опорным пунктом обороны немцев на побережье Балтийского моря. 28 января 1945 года. № 262.